# 黑騎兵

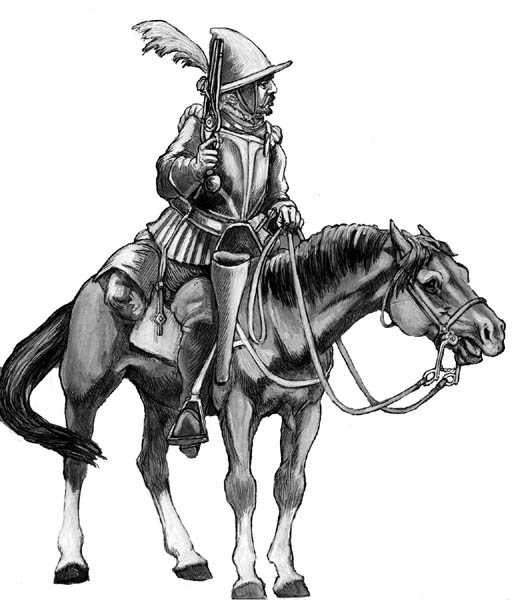
大約在1577年左右的日耳曼風格的黑騎兵。

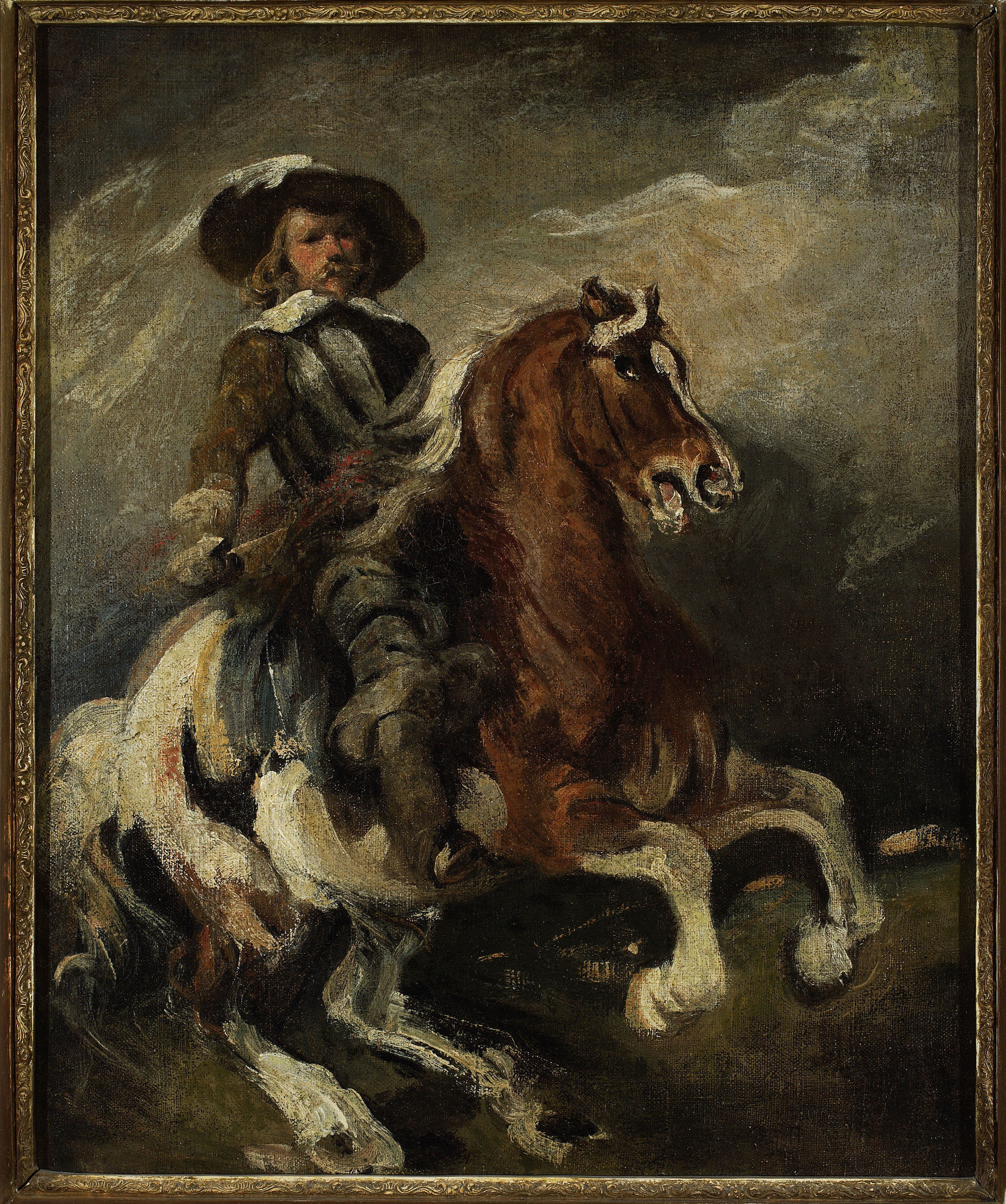
Piotr Michałowski畫的黑騎兵。

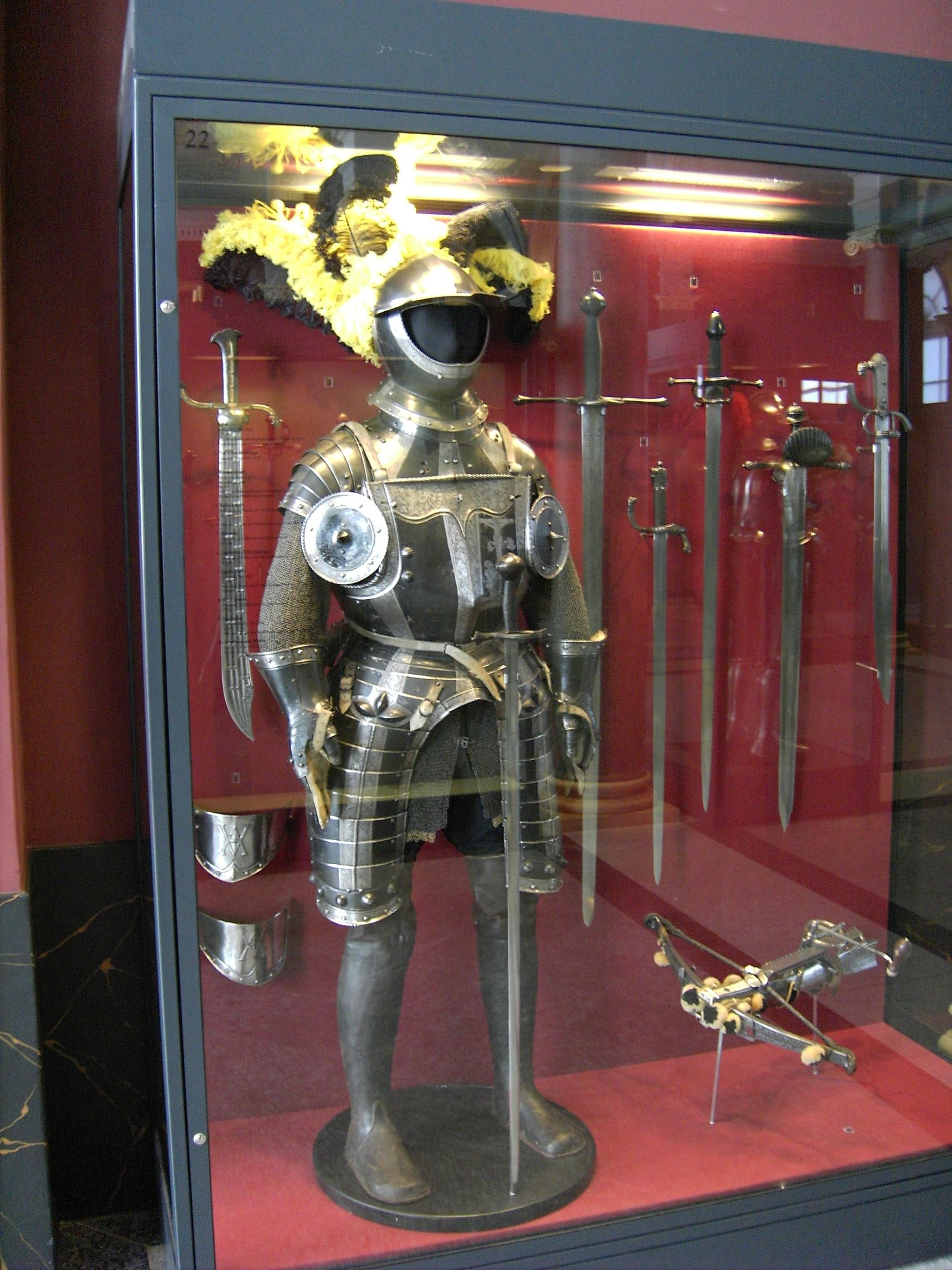
16世紀黑騎兵的標準黑、白色鎧甲。

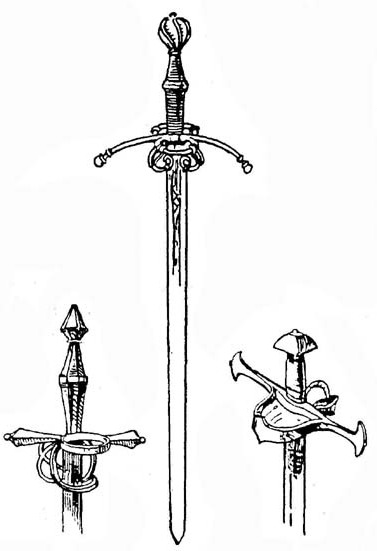
Reitschwert，黑騎兵的配劍。

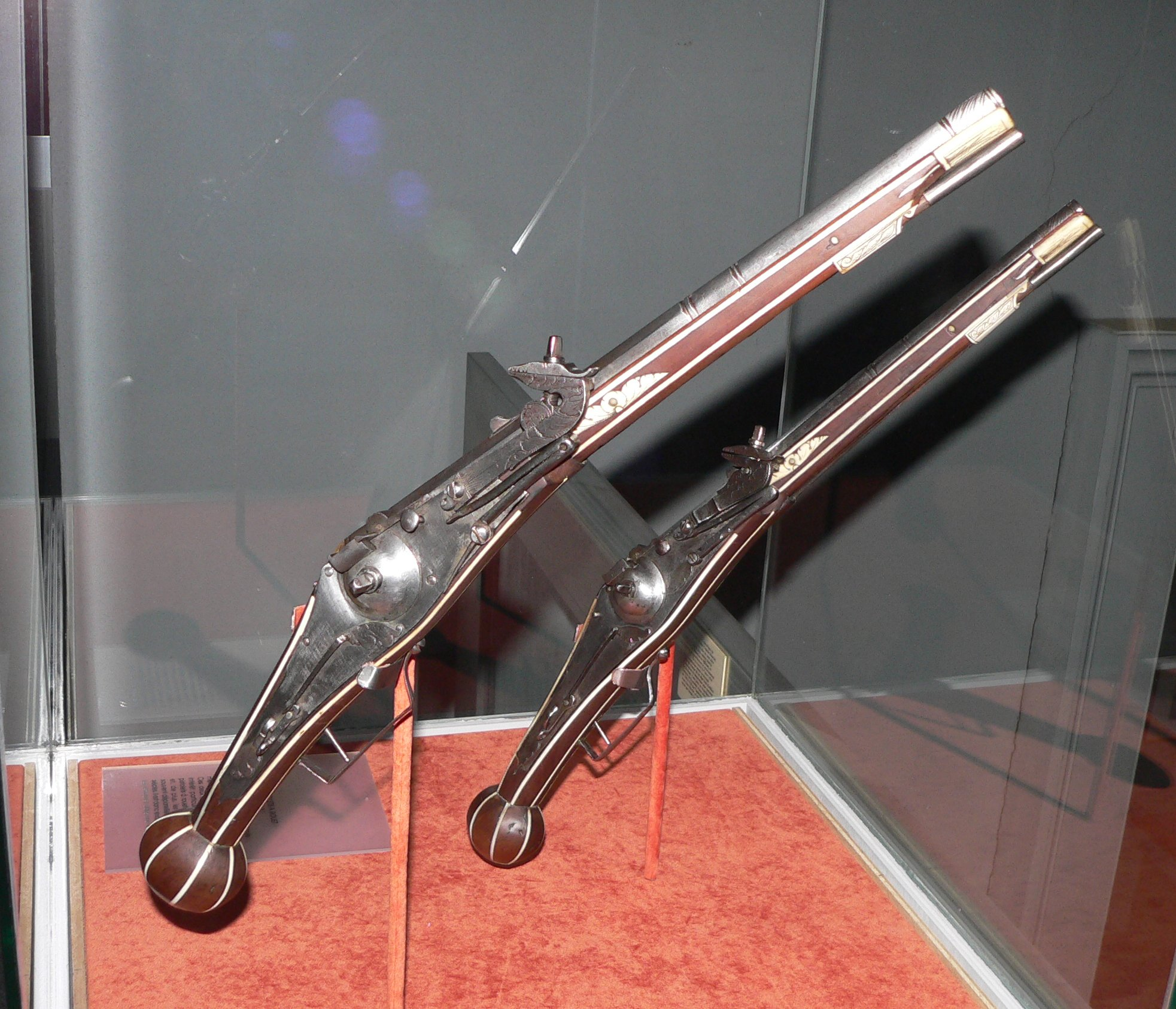
Reiterpistole，黑騎兵的拳銃。

黑騎兵（德文：Reiter，為「Schwarze Reiter」的簡稱，字面意義為「黑騎士」，這個稱呼來自他們的盔甲顏色。）是出現於16世紀西歐的一種騎兵，它取代了舊時代裝備騎士槍的騎士。同一時期，胸甲騎兵與龍騎兵也正從傳統的騎兵單位中獨立出來。

## 裝備
與歐洲早期的配備肉搏武器的重裝騎兵不同，黑騎兵除了隨身攜帶一柄長劍之外，主要的武器是兩把或兩把以上的手槍；防具則有頭盔及胸甲，通常也還有手臂和腳部的護具；有時候也配備火繩槍或卡賓槍，但後來，配備這兩種武器的騎兵又被獨立為另一個類別。總之，黑騎兵能用槍械和劍來作戰。

## 運用
16世紀至1620年左右，黑騎兵一直被用在半迴旋戰法，或趁敵方步兵未能衝到肉搏範圍內之前，先對其開槍擾亂。法國的亨利大帝、瑞典的北方雄獅古斯塔夫二世等君王更加重用黑騎兵與其他重裝騎兵：他們讓黑騎兵迫近敵陣，近距離開槍（尤其是對付重裝部隊）或乾脆拔刀肉搏。儘管19、20世紀的史學家對半迴旋戰法批評不斷，黑騎兵若使用得當，仍將擁有極強的戰力。

## 其他
蒂倫豪特戰役中，由拿騷的莫里斯王子率領的荷蘭黑騎兵打敗了西班牙騎兵隊，並且以手槍齊射及拔劍肉搏的方式，成功地壓制西班牙的步兵。
黑騎兵大多由日耳曼人組成，多見於日耳曼諸國、瑞典、波蘭（波蘭文作rajtaria）等軍旅中。1630年代至17世紀末，俄羅斯也有黑騎兵團。
17世紀之後，黑騎兵逐漸併入一般的騎兵團，不再與其他騎兵有所區別。

## 遊戲
世紀帝國III：在中文版中，黑騎士，黑色鎧甲騎著黑馬，是傭兵單位之一，擅長攻擊騎兵單位，可從家鄉運船購買或傭兵小棧購買，不過原版中的Reiter，卻是荷蘭人的特殊單位，中文版翻譯作「荷蘭槍騎兵」。